# Herbert MacKay-Fraser
Herbert MacKay-Fraser (Pernambuco, Brazilië, 23 juni 1927 - Reims-Gueux, 14 juli 1957) was een Formule 1-coureur uit de Verenigde Staten. Hij nam deel aan de Grand Prix van Frankrijk in 1957 voor het team BRM, maar scoorde geen punten. Een week later verongelukte hij in de Coupe de Vitesse waar hij crashte in zijn Lotus.